# ثجمة كندا
ثجمة كندا هو نبات مزهر في فصيلة حمحمية. موطنها شرق الولايات المتحدة وكندا. هذه العشبة هي نوع من الثجمة. ساقها تعلو من 40 إلى 75 سم. أوراقها كبيرة سباعية أو تساعية الفصوص تطول نحو 30 سم وتعرض 25 سم. فصوصها مسننة الحتار. أزهارها أرجوانية مستطيلة المعاليق. تنويرها يستمر من أيار إلى حزيران